# Micragrella aetolica
Micragrella aetolica är en fjärilsart som beskrevs av Druce 1900. Micragrella aetolica ingår i släktet Micragrella och familjen björnspinnare. Inga underarter finns listade i Catalogue of Life.